# The Honeymoon at Niagara Falls
The Honeymoon at Niagara Falls è un cortometraggio muto del 1906 diretto da Edwin S. Porter.

## Produzione
Il film fu prodotto dalla Edison Manufacturing Company

## Distribuzione
Distribuito dalla Edison Manufacturing Company, il film - un cortometraggio in una bobina - uscì nelle sale cinematografiche USA nel novembre 1906.